# آنه بورگوندی
آنه بورگوندی (فرانسوی: Anne de Bourgogne‎؛ (زادهٔ ۳۰ سپتامبر ۱۴۰۴ – درگذشتهٔ ۱۳ نوامبر ۱۴۳۲)؛ دختر ژان بی‌باک دوک بورگوندی و مارگارت باواریا و همسر جان لنکستر، نخستین دوک بدفورد فرزند هنری چهارم، پادشاه انگلستان بود. این ازدواج در راستای بهبود روابط انگلستان و برادر آنه، فیلیپ سوم، دوک بورگوندی انجام شد.